# Laurent de Charneux
Laurent de Charneux dit de Marets était un noble et dignitaire liégeois décédé le 5 février 1684.

## Biographie
Laurent de Charneux dit de Marets est né au début du XVIIe siècle de l'union de Denis de Charneux et de Catherine Pernode. Il épousa Isabelle-Francoise de Courtejoye (2 juillet 1616, Jemeppe-sur-Meuse - 30 août 1687, fille de Jean V de Courtejoye) qui lui donna trois enfants: Arnold-Laurent, Jean-Conrard-Laurent et Jeanne-Catherine.
Écuyer, il fut seigneur foncier à Ouhar et à Dave-les-Flavions ainsi que membre du conseil ordinaire de la Principauté de Liège.
Laurent de Charneux fut un des deux plénipotentiaires liégeois envoyés au congrès de Nimègue (1678-1679). 
Il mourut le 5 février 1684, accusé d'avoir outrepassé ses pouvoirs en consentant à ce que la France gardât le duché de Bouillon usurpé sur l'église de Liège. Le chapitre de la cathédrale alla même plus loin : il intenta un procès à sa famille et obtint des échevins de Liège un jugement condamnant son fils Arnold-Laurent de Charneux à des dommages et intérêts (13 décembre 1695).